# Вејле
Вејле (дан. Vejle) је значајан град у Данској, у средишњем делу државе. Град је у управно средиште Јужне Данске, где са околним насељима чини једну од општина, Општину Вејле. Данас Вејле има око 51 хиљаду становника у граду и око 100 хиљада у ширем градском подручју.

## Географија
Вејле се налази у средишњем делу Данске. Од главног града Копенхагена, град је удаљен 235 километара западно.
Рељеф: Град Вејле се налази у средишњем делу данског полуострва Јиланд. Градско подручје је покренуто за данске услове. Надморска висина средишта града креће се од 0 до 70 метара. У средини се налази долина, која се завршава заливом. Падине с обе стране долине и залива досежу највеће висине око брда Мункебјерг, где буква процвета најмање 14 дана пре него у другим местима у Данској.
Клима: Клима у Вејлеу је умерено континентална са утицајем Атлантика и Голфске струје.
Воде: Вејле се образовао на крају истоименог залива Вејле, дела Северног мора. Назив града значи плићак или газ, што је прилично тачан назив, с обзиром да се град налази у унутрашњости залива, на месту где је плитак, па је могућ лак прелаз.

## Историја
Подручје Вејлеа било је насељено још у доба праисторије. Данашње насеље први пут се спомиње 1256. године, које је 1327. године добило градска права.
Средишњи део града се ширио око потока Вејле и Грејс. Каније се град проширио на брежуљке Сондермаркен и Молхолм на југу, и Норемаркен и Урхој на северу, док се према западу ширио током 1930-их.
И поред петогодишње окупације Данске (1940-45.) од стране Трећег рајха Вејле и његово становништво нису много страдали.

## Становништво
Данас Вејле има око 51 хиљада у градским границама и око 106 хиљада са околним насељима.
Етнички састав: Становништво Вејлеа је до пре пар деценија било било готово искључиво етнички данско. И данас су етнички Данци значајна већина, али мали део становништва су скорашњи усељеници.

## Привреда
Вејле је некада био познат као „дански Манчестер", док је данас средиште услуга и ИТ-сектора.

## Галерија
- Главна пешачка улица у Вејлеу
- Црква св. Николе
- Градски канал
- Градска новоградња, зграда „Талас"

## Партнерски градови
- Qasigiannguit
- Јелгава
- Шлезвиг
- Молде
- Борос
- Микели
- Јабланица
- Мостар